# Strangers on a Train
Strangers on a Train (bra: Pacto Sinistro; prt: O Desconhecido do Norte-Expresso) é um filme estadunidense de 1951, do gênero suspense, dirigido por Alfred Hitchcock, com roteiro baseado no livro homônimo de Patricia Highsmith.
Estrelado por Farley Granger e Robert Walker o longa-metragem envolve a história de dois estranhos que se encontram em um trem, um dos quais é um psicopata que sugere que eles "troquem" assassinatos para que nenhum deles consiga ser pego. Inicialmente recebeu análises mistas mas ao passar do tempo se tornou um clássico com elogios sendo direcionado a atuação de Walker, fotografia e a direção de Hitchcock.

## Sinopse
Guy Haines é um tenista famoso, casado, que gostaria de se divorciar para casar novamente com Anne Morton, a mulher que ama, e que é filha de um  senador estadunidense. Para isso Haines viaja até Metcalf, sua cidade natal, com o intuito de conseguir a assinatura do divórcio de sua infiel mulher, Miriam, e fica furioso quando não consegue. Encontra no trem um psicopata chamado Bruno Antony, que o reconhece dos jornais e sabe de toda sua história. A certa altura, durante a viagem, Bruno propõe um pacto: ele mataria a mulher de Haines e em troca Haines mataria o pai dele. Embora Haines não tenha aceitado, Bruno realiza a sua parte e insiste em cobrar o pacto de Haines.

## Elenco
- Farley Granger como Guy Haines[2]
- Ruth Roman como Anne Morton[2]
- Robert Walker como Bruno Antony[2]
- Marion Lorne como Sra. Antony (mãe de Bruno)[2]
- Leo G. Carroll como senador Morton (pai de Anne e Barbara)[2]
- Patricia Hitchcock como Barbara Morton (irmã de Anne)[2]
- Jonathan Hale como Sr. Antony (pai de Bruno)[2]
- Kasey Rogers (creditada como Laura Elliott) como Miriam Joyce Haines[2]
- Howard Saint-John como Capitão Turley[2]
- Norma Varden como Sra. Cunningham[2]
- John Brown como Professor Collins[2]
- Robert Gist como Leslie Hennessy[2]

## Produção

### Pré-produção
Hitchcock garantiu os direitos do romance de Patricia Highsmith por apenas 7.500 dólares, já que era seu primeiro livro. Como de costume, Hitchcock manteve seu nome fora das negociações para conseguir comprar os direitos autorais do romance por um valor mais baixo. Highsmith irritou-se após descobrir mais tarde quem comprou os direitos autorais do livro por um preço tão baixo.
Após isto, Whitfield Cook realizou um tratamento da obra tecendo um subtexto homoerótico. Em seguida, Hitchcock procurou um roteirista "famoso" para ajudar na promoção do longa mas foi rejeitado por oito profissionais, incluindo John Steinbeck e Thornton Wilder, os quais negaram por acharem a história vulgar e se sentiram desencorajados pelo status de novata de Highsmith. Dashiell Hammett inicialmente aceitou a oferta porém também recusou.
Hitchcock pediu então a Raymond Chandler, que havia recebido uma indicação ao Óscar já em seu primeiro roteiro, Double Indemnity (1944) em colaboração com Billy Wilder. Chandler aceitou ser roteirista apesar de achar o livro "uma historinha boba". Mas a relação de Chandler com Hitchcock se tornou incompatível, com o roteirista detestando a adaptação de Hitchcock e colocando o romance de Highsmith acima. Ele reclamou do fato do diretor "sacrificar a lógica da trama em prol de um truque de câmera". As relações interpessoais detoriaram rapidamente, até que Chandler a certa altura, ao ver Hitchcock a lutar para sair de sua limosine, Chandler comentou ao alcance da voz: "Olha o gordo bastardo tentando sair do carro!". O roteirista completou o primeiro rascunho e depois escreveu o segundo, sem ouvir uma única palavra de Hitchcock; quando finalmente recebeu uma comunicação do produtor ao final de setembro, a sua demissão do projeto.
Ben Hecht foi notificado porém afirmou não ter disponibilidade mas pediu para a sua até então assistente Czenzi Ormonde, escrever o roteiro. Com uma nova roteirista, Hitchcock decidiu recomeçar do zero:
Em sua primeira conferência, Hitchcock fez um show apertando o nariz, então segurando o rascunho de Chandler com o polegar e o indicador e jogando-o em uma lixeira. Ele disse a escritora obscura que o [roteirista] famoso não havia escrito uma única linha que ele pretendia usar, e eles teriam que começar tudo de novo na página um, usando o tratamento de Cook como um guia. O diretor disse a Ormonde para esquecer tudo sobre o livro, então contou a ela a história do filme ele mesmo, do começo ao fim
Em menos de três semanas, Ormonde juntou-se a Bárbara Keon e Alma Reville sob a orientação de Hitchcock e juntos escreveram grande parte do enredo do filme, após isto, enviaram metade da obra para a organização e o resto foi concluído no início do mês de novembro.
Mesmo enquanto a escrita do roteiro se arrastava, a excitação do diretor sobre o longa era ilimitada. "Hitchcock foi para cima de todos: o roteiro, o elenco, o estúdio [...] Cenas do filme dançavam como cargas elétricas em seu cérebro". Por causa desta epifania, Alfred decidiu contratar pessoalmente um diretor de fotografia, a qual foi Robert Burks, que continuaria a trabalhar com Hitchcock até Marnie (1964) - com exceção de Psycho. De acordo com McGillian, Burks foi excepcionalmente adequado para cuidar da fotografia do longa-metragem, fazendo Stranger on a Train ser o "filme mais germânico da carreira do Hitchcock em anos: as composições densas, a iluminação surreal, os efeitos visuais exigentes".

### Produção
Com elenco definido, roteiro concluído e um diretor de fotografia em sintonia com a direção de Alfred Hitchcock, a organização estava pronta para começar a filmagem. Hitchcock tinha uma equipe filmando as finais da Copa Davis de 1950, realizadas entre 25 à 27 de agosto de 1950 no West Side Tennis Club em Forrest Hills, Nova York. Enquanto estavam lá, a equipe enviada também fez outras explorações no local.
Hitchcock, elenco e toda a equipe de produção partiram para a Costa Leste em 17 de outubro de 1950. Em seis dias, eles filmaram cenas na Penn Station em Nova York e na estação ferroviária de Danbury em Connecticut - que tornou-se a cidade natal do personagem Guy.
Ao final do mês, voltaram à Califórnia onde Hitchcock havia descrito especificações e as enviou para um parque de diversões no rancho do diretor Rowland Lee em Chatsworth, enquanto a cena do túnel de amor foram realizadas em um outro parque: Canoga Park. Algumas cenas da partida de tênis foram filmadas em South Gate. O resto das filmagens foram feitas em estúdio.
Strangers on a Train marcou uma espécie de renascimento para Alfred Hitchcock, após passar vários anos sentindo pouco entusiasmo com as suas produções ao final dos anos 40, e ele dedicou-se a ser mais inclusivo em outros ramos do produção do longa-metragem. O próprio diretor fez o design da gravata do personagem Bruno, que em uma cena close-up foi revelada ter "garras de lagosta". Ele também demonstrou interesse em um detalhe raramente considerado na caracterização de caráter; a comida:
"Preferências em comida caracterizam as pessoas..." disse Hitchcock. "Eu sempre dei a isso uma consideração cuidadosa, para que meus personagens nunca comam fora do personagem. Bruno pede com gosto e com interesse no que vai comer — costeletas de cordeiro, batatas fritas e sorvete de chocolate. Uma ótima escolha para comida de trem. E o sorvete de chocolate é provavelmente o que ele pensou primeiro. Bruno é meio criança. Ele também é um tanto hedonista. Guy, por outro lado, mostra pouco interesse em comer o almoço, aparentemente sem ter pensado nisso com antecedência, em contraste com Bruno, e ele apenas pede o que parece ser sua escolha de rotina, um hambúrguer e café."
Uma das cenas mais memoráveis da filmografia de Hitchcock - "estudada nas aulas de cinema" diz Kasey Rogers, que interpretou Miriam - é a sequência de estrangulamento de sua personagem pelo vilão Bruno no parque de diversões. Donald Spoto classifica a cena como "um dos momentos mais inesperados e esteticamente fascinantes do cinema". A sequência apresenta um ângulo até então naquela época incomum mostrando o assassinato através dos óculos de Miriam, para atingir a perfeição foram necessárias seis tomadas e só na sétima a cena fluiu bem.
Outra sequência bastante lembrada é a da luta entre Guy e Bruno no carrossel acelerado. Que de acordo com o escritor Donald Spoto: "É um dos momentos na obra de Hitchcock que continua a arrancar suspiros de todos os espectadores e aplausos de cinéfilos". A explosão é desencadeada após conseguir atravessar o carrossel sob o convés e em seguida desativar o brinquedo. Embora o diretor tenha admitido ter acelerado artificialmente a sequência, não foi utilizado efeitos visuais: o figurante teve que rastejar embaixo do carrossel correndo risco de machucar-se. "Hitchcock me disse que está cena foi o momento mais assustador  pessoalmente para ele em qualquer um de seus filmes", escreve a biografa Charlotte Chandler. Alfred Hitchcock relatou: "Se o homem tivesse levantado a cabeça mesmo que ligeiramente, o filme se tornaria de suspense para terror".
As filmagens foram concluídas pouco antes da semana de natal em 1950.

### Trilha Sonora
O compositor Dimitri Tiomkin foi escolhido pela Warner Bros para a composição da trilha sonora de Strangers on a Train. Embora já tivesse experiência com o diretor pois também cuidou da trilha de Shadow of a Doubt (1943), e continuasse em mais dois filmes consecutivos do cineasta, eles "simplesmente nunca foram próximos" e "a trilha sonora de Tiomkin para os filmes de Hitchcock não são as melhores [da carreira de ambos]".
A partitura do longa-metragem retoma o tema onipresente de "duplos" - mais especificamente de duplos constrates - logo na sequência de abertura do filme: "A primeira cena — dois pares de sapatos masculinos, barulhentos versus silenciosos, movendo-se em direção a um trem — carrega um som baixo e áspero contra riffs semelhantes aos de Gershwin, um medley de duas partes chamado "Strangers" e "Walking" que nunca mais é ouvido". A música ressalta com precisão a sequência de abertura - o enorme edifício de granito da Pennsylvania Station de Nova York, que substituindo a Union Station de Washington — porque foi composta para uma orquestra invulgarmente grande, incluindo saxofones alto, tenor e barítono, três clarinetes, quatro trompete, três pianos e um novachord.
Os constrates dessa temática sonora percorrem por todo o longa-metragem, delineando dois personagens com diferenças substanciais: "Para 'Guy Theme', Tiomkin criou uma sonoridade hesitante e passiva". O personagem Bruno, que fala a Guy no trem que admira pessoas "que fazem coisas", recebe um tom musical mais vigoroso: "A complexidade harmônica define os motivos associados a Bruno: baixo retumbante, clusters chocantes e harmônicos de cordas vítreas. Esses sons perturbadores, ouvidos com efeito soberbo em faixas como 'The Meeting', 'Senator's Office' e 'Jefferson Memorial', não são apenas sobre Bruno, mas sobre como ele é percebido por aqueles cujas vidas ele cruza - primeiro Guy, depois todos na comitiva de Guy".
As músicas mais lembradas por quem assiste são as que tocam durante as cenas do parque de diversões. Foi ideia de Hitchcock e não de Tiomkin trazer às músicas "The Band Played On", "Carolina in the Morning", "Oh, You Beautiful Doll" e "Baby Face" para a trilha sonora e utilizar o instrumental delas em todos o filme:
Em um dos gestos operísticos mais explícitos de Hitchcock, os personagens do carnaval fatídico cantam a partitura, dando-lhe dimensão total como parte do drama. Em um filme convencional, a melodia tocaria ao fundo como um cenário irônico inteligente. Mas Hitchcock leva a música a outro nível. Miriam e os dois namorados em seu estranho ménage à trois dão vida a "The Band Played On" cantando-a no carrossel, vigorosamente e alto... Sorrindo maliciosamente no cavalo atrás deles, Bruno então a canta ele mesmo, tornando-a seu lema. A banda toca durante a perseguição de Bruno à sua vítima e durante o assassinato em si, berrando da frente da tela, então recuando para a escuridão como um gato assustador quando a condenada Miriam entra no Túnel do Amor.
O crítico Jack Sullivan teve uma opinião mais favorável sobre a trilha sonora de Tiomkin para Strangers on a Train: "[E]la se encaixa tão perfeitamente e inevitavelmente no design do filme que parece um elemento dos storyboards de Hitchcock", e lamenta por não ser tão "amplamente celebrada".

## Marketing e lançamento
Com o lançamento agendado para no início do verão, o departamento de marketing do estúdio entrou em modo acelerado a partir de janeiro de 1951. Hitchcock fora fotografado estrangulando em tom de brincadeira várias atrizes e outras mulheres - algumas com uma mão, outras com as duas - uma destas fotografia foi com os dedos em volta do pescoço de um busto da filha Patricia; a foto chegou aos jornais de todo o país. O cineasta também foi fotografado adicionando a letra L na palavra "Strangers" virando "Stranglers" (tradução livre: estranguladores) no pôster oficial do filme.
Um comunicado do estúdio para a imprensa gerou um mito que perdura até hoje. Patrícia Hitchcock tinha medo de altura e o pai lhe deu cem dólares para andar na roda gigante e enquanto estava no topo ele mandou cortar a energia, deixando-a no escuro. O comunidade de imprensa deixou está história mais sórdida, alegando que Hitchcock deixou a filha "na escuridão total por uma hora". Embora esse relato continue a ser publicado em livros até hoje, "simplesmente não era verdade", de acordo com Patricia Hitchcock O'Connell, pois ela não estava sozinha e sim com os dois atores que interpretavam os namorados de Miriam. Este falso acontecimento ajudou na promoção do longa-metragem e reafirmou no marketing pessoal de Hitchcock como um diretor "sádico".

## Temas e Análises
Strangers on a Train incluí ao seu decorrer uma série de metáforas visuais e calembur. Em uma conversa com François Truffaut, Hitchcock falou: "Não é um design fascinante? Poderíamos estudar [este filme] para sempre".
Os dois personagens principais, Guy e Bruno, podem ser analisados como doppelgängers, o par tem o que o escritor Peter Dellolio chama de de "simbiose sombria". Pois, Bruno incorpora o desejo sombrio de Guy de matar a Miriam, uma "encarnação que realiza a fantasia de Guy".

### Duplo
A utilização de objetos e quaisquer outros tipos duplicados é o "elemento chave na estrutura do filme" e já na abertura do longa-metragem aparecem dois táxis, dois pares de pés e dois conjuntos de trem que se cruzam duas vezes. Uma vez no trem, Bruno pede duas taças de bebidas com o mesmo sabor:
Há dois pais respeitáveis e influentes, duas mulheres com óculos e duas mulheres em uma festa que se deliciam em pensar em maneiras de cometer o crime perfeito. Há dois conjuntos de dois detetives em duas cidades, dois garotos no parque de diversões, dois velhos no carrossel, dois rapazes acompanhando a mulher prestes a ser assassinada e  Hitchcock aparece duas vezes no filme.
A temática transborda na edição do filme, cruzando Guy e Bruno por meio de palavras e gestos: um pergunta as horas e o outro a quilômetros de distância olha no seu relógio de pulso, Guy diz com raiva "eu poderia estrangula ela" e Bruno faz gestos de estrangulamento com a mão. De acordo com Donald Spoto: "Ela sustenta todo o filme porque finalmente serve para associar o mundo da luz, da ordem e da vitalidade ao mundo da escuridão, do caos, da loucura e da morte".
Guy e Bruno são duplos porém opostos, os seus dois pares de pés em movimento durante a sequência de abertura do longa-metragem inicialmente combinam entre sim mas logo em seguida estabelecem o contraste entre os dois homens: o primeiro calçado é "vistoso, chamativo, marrom e branco" enquanto o segundo par é "um simples sapato de caminha, sem adornos". E como é o calçado de Guy que bate no de Bruno, sabemos então que o vilão não planejou o encontro.

### Continuum bem vs mal
Á primeira vista, Guy tem uma vida comum onde as pessoas tem atitudes corretas e seguem a vida normalmente enquanto Bruno tem uma vida caótica; sendo expulso de várias faculdades. No entanto, ambos os homens são incertos e inseguros sobre a sua identidade, Guy está numa corda bamba entre a carreira de tenista e a política, além de problemas mal resolvidos com a sua esposa e o seu atual romance com a filha do senador. Bruno está querendo sempre chamar atenção seja pelas suas atitudes violentas e "roupas extravagantes".
Bruno diz a Guy logo no início que o admira: "Eu certamente admiro pessoas que fazem grandes coisas", e que: "Eu nunca faço nada importante". Entretanto, como Bruno descreve suas "teorias" durante o almoço, "Guy responde a Bruno — vemos isso em seu rosto, ao mesmo tempo que está se divertindo e tenso. Para o homem comprometido com uma carreira na política, Bruno representa uma tentadora derrubada de toda a sua responsabilidade". E neste ponto a confusão entre o bem e o mal acelera: Guy falha em repudiar a declaração sugestiva de Bruno sobre assassinar Miriam ("O que é uma vida ou duas, Guy? Algumas pessoas estão melhores mortas.") com qualquer força ou convicção. "Quando Bruno sugere abertamente que gostaria de matar sua esposa, ele apenas sorri e diz 'Esse é um pensamento mórbido', mas sentimos a tensão que o surge". Está tensão aumenta ainda mais quando o protagonista esquece o seu isqueiro no trem.

### Uso da luz vs escuridão na fotografia do filme
Tendo colocado qualidades sobreposta de bem e mal a seus personagens, Hitchcock os apresentou no filme de forma muito rigorosa, Roger Ebert escreveu:
Hitchcock era um técnico clássico em termos de controle de seus visuais, e seu uso do espaço da tela sublinhou a tensão de maneiras que o público nem sempre está ciente. Ele sempre usou a convenção de que o lado esquerdo da tela é para personagens malignos e/ou mais fracos, enquanto o direito é para personagens que são bons ou temporariamente dominantes.
Uma das cenas em que isto fica evidente é a que Guy chega em casa e encontra Bruno que após ter matado a esposa de Guy, está espreitando na rua da casa dele para entregar os óculos dela e em seguida obriga-lo a matar seu pai. O escritor Robin Wood repara que "De um lado da rua [estão] casas respeitáveis e imponentes; elevando-se ao fundo, enquanto à direita da tela, a cúpula iluminada do Capitólio dos EUA, a vida à qual Guy aspira, o mundo de luz e ordem". Bruno conta a Guy o que ele fez e lhe dá os óculos. "Você é um homem livre agora", ele fala no momento em que um carro de polícia se aproxima. Guy nervosamente entra nas sombras com Bruno, literalmente atrás das grades de uma cerca de ferro; "Você me fez agir como se eu fosse um criminoso", ele argumenta. "A cena dá uma expressão simbólica lindamente exata ao relacionamento de Guy com Bruno e ao que ele representa".
Hitchcock continua a interação entre luz e escuridão ao longo do filme: o traje de tênis branco de Guy contra a mansão gótica de Bruno; a interseção entre a partida de tênis ao sol de Forrest Hills enquanto Bruno estica seu braço no bueiro escuro para conseguir pegar o isqueiro.

### Subtexto político e tom homoerótico
Embora o julgamento e a prisão da lista negra de Hollywood tenha ocorrido nos anos 40, o chamado macarthismo estava ganhando força em 1950 com as prisões de Julius e Ethel Rosenberg e o julgamento de Alger Hiss. Esses acontecimentos ocorreram enquanto o roteiro de Strangers on a Train estava sendo construído e de acordo com o pesquisador de cinema Robert L. Carringer afirmou que Whitfield Cook utilizou o personagem Guy para fazer uma "parábola da Primeira guerra fria". McGillian em seu livro relata que:
Essa histeria tinha como alvo os homossexuais, juntamente com os comunistas, afirmando serem inimigos do Estado... O Senado dos EUA estava ocupado a investigar a suspeita de que os "pervertidos morais" no governo também estavam a minar a segurança nacional — chegando ao ponto de encomendar um estudo, Emprego de homossexuais e outros pervertidos sexuais no governo.
Críticos e parte do público notaram o tom homoerótico que permeia a relação de Bruno e Guy ao longo do filme. Principalmente pela tensão quase que sexual envolvendo eles e o fato do pai de Bruno querer enviar para um hospital psiquiátrico "para ser contido". Noah Gittel em um artigo para Washington City afirma que: "Bruno é codificado como um homem gay estereotipado do final dos anos 1940 ao início dos anos 1950, quando a homossexualidade era basicamente proibida. Ele usa sapatos elegantes, gosta de fazer as unhas e tem um relacionamento irracionalmente [mais] próximo com sua mãe" e que o filme parece colocar ser queer ao mesmo nível de psicopatia, porém considera que o filme ainda é a frente do seu tempo por conter sutilmente uma leve crítica a homofobia, e termina a sua análise afirmando ser "uma produção de sua época". Joe Lipsetti do website Bloody Disgusting argumenta que o vilão Bruno é mais um dos "vilões Queer Coded".

### Diferenças entre a adaptação e o romance
Mesmo antes de comprar os direitos para a adaptação cinematográfica, Hitchcock já pensava em realizar algumas mudanças: ele trocou a localização geográfica da obra que até então se passava na Flórida para Washington e Nova York. A roteirista estendeu as cenas do parque de diversões que até então no romance é apenas um breve cenário.
As maiores mudanças ocorreram na dupla de personagens principais: Bruno Antony no livro chama-se Charles Bruno Antony e a sua morte é em um acidente de barco, enquanto Guy Haines não é um jogador de tênis e sim um arquiteto, e que não recusa a proposta de matar o pai de Bruno. Na opinião de Patrick McGillian estas diferenças entre o Guy do romance e do filme foram feitas "para afastar a censura [Código Hays]".
A cena do carrossel não existe na obra sendo retirada do clímax do romance de Edmund Crispin, The Moving Toyshop (1946). Todos os elementos da cena do filme estão presentes na obra de Crispin: "dois homens lutando, um funcionário acidentalmente baleado, o carrossel e um homem tendo que rastejar embaixo do brinquedo para conseguir desliga-lo". Porém Edmund Crispin não recebeu nenhum crédito.

## Recepção

### Bilheteria
De acordo com a Warner Bros, em seu primeiro lançamento o filme arrecadou 1.788.000 dólares nos Estados Unidos e 1.144.000 mundialmente, Strangers on a Train foi um dos longa-metragem mais lucrativos de 1951 ficando em 55° na lista anual da Variety.

### Resposta da crítica
Inicialmente o longa-metragem recebeu análises mistas da crítica especializada. Bosley Crowther do The New York Times elogiou a direção de Alfred Hitchcock e seus "truques melodramáticos e elegantes" porém afirmou que a premissa é básica. Leslie Halliwell sentiu que Hitchcock estava "no seu melhor" e que é um filme de suspense "superior ao resto", mas considerou a história de "insatisfatória". A revista Variety foi mais positiva: "Em termos de desempenho, o elenco se destaca fortemente. Granger é excelente como o jovem acusado inocentemente de ser envolvido em assassinato. O papel de Roman como uma garota legal e compreensiva é uma mudança para [a carreira] dela, e ela o torna calorosamente eficaz. O papel de Walker tem cores extremas, e ele as projeta habilmente". Embora seja um sucesso de bilheteria, o público mais puritano reclamou de sua história que para época foi considerada um tanto "sórdida e sombria". Na Europa  o filme foi mais bem avaliado sendo elogiado pelo diretor Jean-Luc Godard.
A medida que passaram-se as décadas, a opinião sobre Strangers on a Train tornou-se mais positiva com elogios sendo direcionado a direção do Hitchcock. No Rotten Tomatoes o filme tem uma taxa de aprovação de 98% com base em avaliações de 52 críticos, com uma classificação média de 8,80/10. O consenso do site diz: "Uma premissa provocativa e um design de cenário inventivo iluminam o caminho para a obra-prima diabolicamente divertida de Hitchcock". E no Metacritic o longa-metragem tem 88/100 de uma classificação de 0 à 100 com base em 15 avaliações dos críticos, ganhando o certificado de "aclamação universal". Em 2012, o The Guardian recomendou o filme por ser "O estudo de Hitchcock sobre a culpa que contamina a condição humana é apenas um golpe de mestre cinematográfico após o outro". Roger Ebert considerou Strangers on a Train um "Thriller de primeira classe".
Almar Haflidason foi efusivo sobre Strangers on a Train em 2001 no site da BBC: "Um homem comum preso em uma teia de medo cada vez mais apertada mergulha Guy em um dos filmes mais diabolicamente eficazes do diretor. Locais comuns de Washington se tornam campos de caça sinistros que refletem perfeitamente o terror rastejante que lentamente consome Guy, enquanto o suave Bruno o persegue implacavelmente até um clímax frenético. Rápido, emocionante e tecido com estilo perverso, este é um dos thrillers mais eficientes e implacavelmente deliciosos de Hitchcock".
A opinião de Patricia Highsmith sobre a adaptação variou ao longo do tempo. Ela inicialmente o elogiou, escrevendo: "Estou satisfeita [com o filme] no geral. Especialmente com Bruno, que engrandeceu o filme unido como fez com o livro". Anos depois, embora ainda elogiasse a atuação de Robert Walker como Bruno, ela criticou a escalação de Ruth Roman como Anne, a decisão de Hitchcock de transformar Guy de arquiteto para jogador de tênis e o fato de Guy não assassinar o pai de Bruno como faz no romance.

### Prêmios e indicações
Indicações:
- Nomeado ao Óscar de melhor cinematografia para Robert Burks, porém não foi adiante.
- Alfred Hitchcock foi indicado para disputar prêmio Sindicato dos Diretores da América na categoria de "melhor direção de um longa-metragem".[76]
- Strangers on a Train foi indicado ao National Board of Review de melhor filme, mas conseguiu ficar na lista dos dez melhores filmes de 1951.[77]

## Legado
Strangers on a Train se tornou um clássico cult e é considerado não só um dos melhores filmes de 1951 como também da filmografia do diretor. A American Film Institute listou o longa-metragem em trigésimo segundo lugar na lista "AFI's 100 Years...100 Thrills". Em 2021, o filme foi selecionado para preservação no National Film Registry dos Estados Unidos pela Biblioteca do Congresso como sendo "culturalmente, historicamente ou esteticamente significativo". Enquanto a Time Out classificou o longa-metragem em 75° lugar na lista dos "100 melhores filmes de suspense de todos os tempos". O crítico Roger Ebert colocou Strangers on a Train em seu compilado de "grandes filmes". Está incluído na lista dos 1.000 melhores filmes já feitos do The New York Times.
O enredo de Strangers on a Train serviria de inspiração para Throw Momma from the Train (1987), Do Revenge (2022) e parodiado por Mel Brooks em Alta Ansiedade (1977). A sequência da cena final do carrossel já ganhou paródias de Os Simpsons e Wallace & Gromit. Um remake do longa-metragem feito apenas para televisão chamado Once You Meet a Stranger estrelado por Jacqueline Bisset e Theresa Russell com direção de Tommy Lee Wallace foi lançado pela CBS em 1996.